# Blockhouse Bay
Blockhouse Bay est une banlieue résidentielle de la cité d’Auckland, située dans l’Île du Nord de la Nouvelle-Zélande.

## Situation
Elle siège sur la côte nord du mouillage de Manukau Harbour, et est aussi localisée tout près de la limite administrative, qui existe entre la cité d’Auckland et la ville de Waitakere City , deux des quatre anciennes cités de ce qui formaient la conurbation  d’Auckland, avant l’amalgamation dans le nouveau conseil d’Auckland.
La banlieue est localisée à 11 kilomètres vers le sud-ouest du centre de la cité et est entourée par les banlieues plus centrales de Lynfield et de New Windsor, et les banlieues de la ville de Waitakere, que sont les villes de New Lynn et Green Bay. 

## Population
Selon le recensement de 2013 en Nouvelle-Zélande, la banlieue de Blockhouse Bay a une population de 6132 habitants .

## Installations
La «bibliothèque de Blockhouse Bay» est localisée au niveau du centre de la ville  tout comme le «Blockhouse Bay Community Centre», qui est localisé à 200 mètres de la bibliothèque .

## Histoire
Portage Road est la localisation de l’une des routes terrestres établies entre les deux mouillages (et qui relie donc l’océan Pacifique et la mer de Tasman), où les Maoris pouvaient faire accoster leurs waka (canoes) et les tirer par-dessus la bande de terres jusqu’à l’autre côte, leur permettant de circuler tout autour du North Cape. 
Cela faisait de cette zone un endroit d’une immense importance stratégique à la période pré-européenne et durant les premières années de l’occupation européenne.
L’un des premiers colons européens connus pour avoir circulé à travers et en suivant la ligne de côte du mouillage de  Manukau Harbour dans l’espoir de trouver une voie de passage par l’eau reliant les deux mouillages fut le Samuel Marsden en 1820.
Les deux missionnaires,  William Colenso et R. Wade, qui arrivèrent en Nouvelle-Zélande le 30 décembre 1834,traversèrent le pays à pied à travers la zone au sud du fleuve Whau au cours de l’année 1838, espérant trouver un village Māori mais le site du  Pa sur la pointe ‘Te Whau’ avait été  abandonné quelque temps auparavant. 
Ils remarquèrent que la zone était "ouverte et formée d’une lande stérile, morne et sauvage."
Le bâtiment, qui donna probablement son nom au secteur fut construit en 1860. 
À cette époque, où la première guerre de Tanaraki (en) était en pleine escalade et où il y avait des craintes qu’elle ne s’étende vers le nord, un système de défense pour la cité Auckland fut activé. 
Un site de 12 acres fut choisi, limité par l’«Esplanade» (Endeavour Street), Gilfillan Street, Wynyard Road (Blockhouse Bay Road) et Boylan Street (Wade Street). L’actuel «Whau Blockhouse» fut localisé sur ce qui est maintenant le ‘8 Gilfillan Street’.
Le site fut choisi pour deux raisons:
- Ce site élevé et dégagé de 12 acres fournissait une vue non obstruée en direction de «Manukau Heads», source d’une attaque potentielle de la part des tribus Māori du sud.
- Il était surtout situé tout près de la zone de portage de Whau, qui était la route favorite pour les tribus Māori du nord voulant se rendre vers le sud.

Le colonel Thomas Mould (en) du «Royal Engineers» fut chargé de la planification de la localisation et des types de systèmes de défenses nécessaires, et en particulier un fortin ou blockhouse un bâtiment avec des murs assez épais pour arrêter la pénétration des balles de mousquets, avec des incisions dans les murs pour la défense contre les feux de mousquets et avec une barrière ou une palissade, entourant ce bâtiment avec au-delà un fossé profond. 
La Blockhouse de n’a en fait jamais subi aucune action militaire. En 1880, elle fut louée à un particulier et prit feu. 
Elle fut en conséquence démolie, le fossé était encore visible apparemment jusqu’en 1940 mais a été depuis effacée par l’urbanisation des lieux.

## Activités économiques
Plus tard, la zone fut un lieu de vacances populaire vers les années 1920 pour les Aucklanders, avec leurs familles, faisant le trajet dans la journée sur des routes grossières pour passer l’été sur la plage.
La première industrie en 1884, fut la tannerie:Gittos.  
Au début de 1900, on vit d’autres industries telles que des élevages de volailles, des vergers , de la poteries, des cultures de fraises, de framboises, de fleurs, et plus généralement des petites fermes

## Éducation
Les élèves locaux du primaire vont suivre les cours de l’école primaire de «Blockhouse Bay school», «Chaucer Primary», «St. Dominics Primary» ou «Marshall Laing Primary School». 
Jusqu’en décembre 2009, une école primaire privée, nommée «Hilltop School» existait aussi dans  la localité de «Blockhouse Bay».
Les élèves de niveau intermédiaire suivent les cours de l’école de «Blockhouse Bay Intermediate School»
Les élèves locaux du secondaire suivent les cours du collège Lynfield (en), de l'école secondaire de Mount Roskill (en), de l'école secondaire de Green Bay (en), du collège Marcellin d’Auckland (en) ou du collège international d’Auckland (en).

## Sport et loisirs
Le club de Bay Roskill Vikings (en) de rugby à XIII est basé dans  Blockhouse Bay reserve.